# Diana (fotocamera)

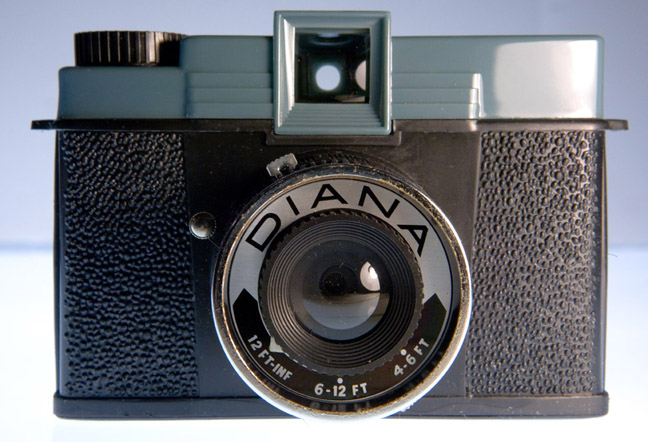
Dianacamera

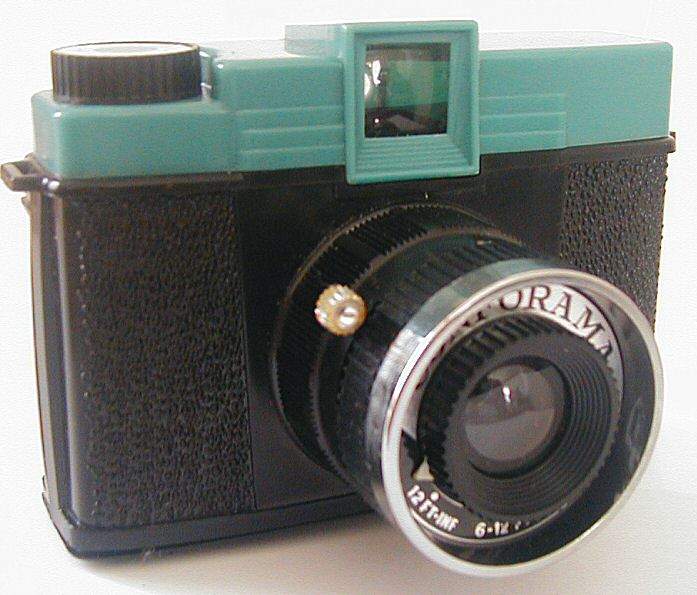
Dianacamera met opdruk Conforama

Diana is de naam van een eenvoudige camera die in de jaren zestig de wereldmarkt overspoelde. In 1965 was de Diana te koop voor de prijs van 30 frank of 2 gulden (ongeveer 75 cent, of in waarde van nu circa 10 euro) maar een groot aantal werd bij wijze van reclamestunt gratis weggegeven bij andere producten. Van de honderdduizenden of miljoenen die er ooit werden geproduceerd zijn er nog duizenden over. Op de verzamelaarsmarkt haalt de Diana tegenwoordig hogere prijzen.
De Diana werd geproduceerd door de Great Wall Plastic Factory (Cho Tak Jim) in de Britse kroonkolonie Hongkong. Hij bestond uit een eenvoudige behuizing van zwart plastic met achteraan een rood patrijspoortje waarop het aantal foto's af te lezen was. De plastic lens was ingewerkt in een schroef, zodat door het te draaien een primitieve vorm van afstandsinstelling mogelijk was. De eenvoudige zoeker bevond zich in het midden op de bovenzijde van grijs plastic. Het diafragma bestond uit een strip met drie gaten van verschillende grootte die in het brandpunt konden worden gebracht; de grootte was niet bekend maar werd aangegeven als 'zonnig', 'zonnig met wolken' en 'bewolkt'. De sluitertijd was niet aangegeven en bleek sterk te verschillen van camera tot camera - van 1/30 tot 1/125 of daaromtrent. De sluiter werd bediend met een hendeltje rechts op de neus van het toestel. Bij het afdrukken zorgde dit hendeltje in één beweging eerst voor het opspannen van de sluiter en vervolgens voor de opname.
De Diana werkte met rolfilms van het 120-type. Op één film pasten vijftien opnamen op 4,5 × 4,5cm-formaat. Foto's genomen met de Diana hebben enkele opvallende kenmerken. Geen enkel deel van de foto is echt scherp. De foto's vertonen opvallende vignettering, wat de indruk wekt dat ze vanuit een tunnel genomen zijn. Bovendien zijn delen van de foto vaak gesluierd, enerzijds doordat panchromatische films hoe dan ook konden worden belicht door het rode licht van het patrijspoortje achteraan, anderzijds doordat de constructie van de camera soms zo slecht was dat ook via andere spleten licht binnensijpelde.